# Estudios Mindonienses
Estudios Mindonienses es el anuario de estudios histórico-teológicos de la Diócesis de Mondoñedo-Ferrol. Su primer volumen data del año 1985. A lo largo de sus veinticinco años de vida se ha configurado como un referente cultural en Galicia. Posee un fondo documental con más de 500 cabeceras de publicaciones científicas. Mantiene intercambio de publicaciones con instituciones académicas, universitarias y culturales tanto nacionales como internacionales. Su sede se localiza en el edificio de la Domus Ecclesiae de Ferrol, sede episcopal en la ciudad.